# Orchesia duplicata
Orchesia duplicata es una especie de coleóptero de la familia Tetratomidae.

## Distribución geográfica
Habita en Rusia.